# Kanchigai no Atelier Meister
Kanchigai no Atelier Meister (勘違いの工房主～英雄パーティの元雑用係が、実は戦闘以外がSSSランクだったというよくある話～ Kanchigai no Atorie Maisutā: Eiyū Pāti no Moto Zatsuyōgakari ga, Jitsu wa Sentō Igai ga SSS Ranku Datta to Iu Yoku Aru Hanashi?) es una serie de novelas ligeras japonesas escritas por Yōsuke Tokino e ilustradas por Zounoze. Fue publicada originalmente en línea desde agosto de 2018, AlphaPolis ha publicado diez volúmenes de la serie desde marzo de 2019. 
Una adaptación al manga ilustrada por Naharu Furukawa comenzó a serializarse en línea a través del sitio web de manga de AlphaPolis en diciembre de 2019 y se ha recopilado en siete volúmenes tankōbon. El manga se publica digitalmente en inglés a través de Alpha Manga. Una adaptación a la serie de televisión de anime producida por EMT Squared se emitió en abril a junio de 2025.

## Argumento
Kurt, quien fue expulsado del grupo del héroe por ser demasiado inútil en combate, era de hecho un mago de rango SSS, que había llegado a la batalla con la ayuda de los dioses. Kurt, que no sabe tal cosa, sorprende a las personas que lo rodean sin ser consciente de su habilidad. Como resultado, se convierte en maestro de gremio, reúne a muchos aventureros y salva crisis nacionales y mundiales sin darse cuenta. ¿Podrá Kurt entender completamente su habilidad y corregir su malentendido?

## Personajes
Kurt (クルト Kuruto?)
 Seiyū: Mikako Komatsu, Valca Ponzanelli (español latino)
Un chico que trabajaba como recadero para el grupo de héroes "Colmillo de Dragón Llameante", pero fue expulsado por su total falta de aptitud para el combate. De hecho, todas sus aptitudes, excepto el combate, son de rango SSS, lo que lo convierte en un genio extraordinario, pero él lo ignora y cree erróneamente que es una persona común. Su nombre completo es Kurt Lockhans.
Yulicia (ユーリシア Yūrishia?)
 Seiyū: Asami Seto, Areli Desfassiaux (español latino)
Una hermosa aventurera de piel oscura, antigua sirvienta de la familia real, heredó una mina de cristales mágicos de su abuela. Necesitada de pruebas de la rentabilidad de la mina para pagar los impuestos, contrata a Kurt como minero temporal tras ofrecerle su ayuda, tras lo cual descubre sin esfuerzo un yacimiento de cristales extremadamente poderosos. Mientras él sigue impresionando a Yulicia con sus habilidades, modestia e inocencia, ella se enamora de él y comienza a protegerlo celosamente de las atenciones no deseadas (incluso románticas) de otras personas. Tras la fundación del nuevo taller, se nombra guardaespaldas de Kurt e intermediaria oficial para las misiones.
Lieselotte (リーゼロッテ Rīzerotte?)
 Seiyū: Minami Tanaka
La tercera princesa de quince años del reino de Homuross, hija del rey de Homuross y su segunda esposa, una princesa del Imperio Gurumak. Debido a su papel como vínculo viviente entre ambos reinos, el obispo Tristan Meynolf la tiene en la mira para asesinarla, por lo que la maestra del taller Ophilia la acogió para su protección. Después de que Kurt, sin saberlo, la curara de la maldición de Meynolf, que la habría matado de hambre lentamente, y la tratara como a una chica normal, ella se enamora perdidamente con él. Los demás miembros del taller, plenamente conscientes de la existencia de Lieselotte, le ocultaron su identidad a Kuruto. 
Mimico (ミミコ Mimiko?)
 Seiyū: Hisako Kanemoto, Sofia Baltazar (español latino)
Una maga de alto rango de la corte real y dueña del Café Mimico en la capital real, que en realidad es una tienda de artículos mágicos. Aparenta mucha menos edad de la que realmente tiene y es muy cuidadosa al revelar su edad real. Debido a su rango, es responsable de misiones de seguridad encubiertas dentro del reino y es la líder de los Phantoms, una organización de operaciones encubiertas
Ophilia (オフィリア Ofiria?)
 Seiyū: Rie Tanaka
Una de las quince Maestras del Taller del reino. Fue confiada a la Princesa Liselotte para curarla de una maldición de acción lenta pero mortal, infligida por una fuente desconocida. Tras descubrir las habilidades de Kurt, especialmente después de que él curara fácilmente a Liselotte de su maldición, se une a Yulicia y a los demás para abrir el nuevo taller. Con el tiempo, y a pesar de ser diez años mayor que él, Ophilia se enamora de Kurt.
Sina (シーナ Shīna?)
 Seiyū: Ayana Taketatsu
Miembro del grupo de aventureros "Sakura". Una exploradora de carácter fuerte. Es hermana de Kans.
Kans (カンス Kansu?)
 Seiyū: Kaito Ishikawa
Miembro del grupo de aventureros "Sakura". Aunque empuña una espada, es un guerrero robusto que destaca en las artes marciales. Es hermano de Sina, tiene una personalidad amable y cuida mucho de su hermana menor.
Danzo (ダンゾウ Danzō?)
 Seiyū: Takuya Eguchi
El líder del grupo de aventureros "Sakura". Un samurái experto en el manejo de la espada. 
Golnova (ゴルノヴァナ Gorunova?)
 Seiyū: Nobuhiko Okamoto
Líder del grupo de héroes "Colmillo de Dragón Llameante". Portador de la Espada Demoniaca Ardiente. Un guerrero considerado el más cercano al más fuerte. De mal genio y propenso a actuar sin pensar, es el primero en expulsar a Kurt del grupo, solo para arrepentirse profundamente después debido a su amor por la buena comida, ya que Kurt era el único cocinero competente de su grupo. Tras causar un escándalo en varios restaurantes de lujo y resistirse al arresto, se convierte en fugitivo de la ley.
Marlefiss (マーレフィス Mārefisu?)
 Seiyū: Saori Hayami, Liliana Barba (español latino)
Miembro del grupo de héroes "Colmillo de Dragón Llameante". Sanadora con magia curativa. También es monja en la Iglesia de Polan. A pesar de su afable personalidad, es tan vehemente como las demás en su rechazo a Kurt, algo de lo que se arrepiente al descubrir que, sin su presencia, sus poderes curativos son mucho más débiles que antes. Posteriormente, Meynolf la recluta a la fuerza para su plan de asesinar a Lieselotte, y recibe la misma maldición que usó previamente contra la princesa para asegurar su cooperación. Tras ser encontrada y liberada por Kurt, Mimico la encarcela inmediatamente por su participación (aunque involuntaria) en el intento de asesinato y la obliga a colaborar con ella para descubrir la conspiración.
Bandana (バンダナ?)
 Seiyū: Mayu Yoshioka
Miembro del grupo de héroes "Colmillo de Dragón Llameante". Una exploradora de primera clase. Ni siquiera los miembros de su grupo conocen su verdadero nombre. Tranquila y sarcástica, pero observadora e ingeniosa, fue la única de su grupo en reconocer los atributos especiales de Kurt y, tras la disolución del Colmillo del Dragón Llameante, lo vigila y guía sutilmente su camino desde las sombras.
Tristan Meynolf (リスタン・メイノルフ, Torisutan Meinorufu)
Arzobispo de la Iglesia de San Polan, del vecino Imperio Polan. Uno de los principales antagonistas, busca destruir la alianza entre los reinos de Homuross y Gurumaku asesinando a la princesa Lieselotte, recurriendo a la magia oscura e incluso a la invocación de demonios para lograr su objetivo.

## Contenido de la obra

### Manga
Una adaptación a manga ilustrada por Naharu Furukawa comenzó a serializarse en el sitio web de manga de AlphaPolis el 17 de diciembre. Los capítulos del manga se han compilado en siete volúmenes tankōbon a partir de octubre.
| Volúmenes de manga publicados | Volúmenes de manga publicados | Volúmenes de manga publicados |
| Número                        | Fecha de lanzamiento          | ISBN                          |
| ----------------------------- | ----------------------------- | ----------------------------- |
| 1                             | 30 de noviembre de 2020       | ISBN 978-4-434-28137-2        |
| 2                             | 31 de mayo de 2021            | ISBN 978-4-434-28896-8        |
| 3                             | 28 de febrero de 2022         | ISBN 978-4-434-29998-8        |
| 4                             | 31 de diciembre de 2022       | ISBN 978-4-434-31353-0        |
| 5                             | 31 de agosto de 2023          | ISBN 978-4-434-32502-1        |
| 6                             | 31 de agosto de 2023          | ISBN 978-4-434-33490-0        |

### Anime
Se anunció una adaptación de anime para el 18 de octubre de 2024. La serie está producida por EMT Squared y dirigida por Hisashi Ishii, con Deko Akao escribiendo los guiones de la serie, Miyuki Nakamura diseñando los personajes y Harikemu Wata componiendo la música. La serie se emitió del 6 de abril al 22 de junio de 2025 en Tokyo MX y otras cadenas. El tema de apertura es "FACSTORY" interpretado por MeseMoa., mientras que el tema de cierre es "Haru ni Kiete" interpretado por LOT SPiRiTS. Crunchyroll obtuvo la licencia de la serie fuera de Asia.
El 19 de marzo de 2025, Crunchyroll anunció que la serie había recibido un doblaje en español latino, la cual se estrenó el 30 de marzo.